# Championnat de France de rugby à XV de 2e division 2021-2022
Navigation
Pro D2 2020-2021 Pro D2 2022-2023
La saison 2021-2022 de Pro D2 est la 22e édition du championnat de France professionnel de rugby à XV de 2e division. Elle oppose pour la 20e année consécutive les 16 meilleures équipes professionnelles françaises de rugby après celles de Top 14. La saison débute le 27 août 2021 et se termine le 5 juin 2022 lors de la finale pour le titre de Champion de France de deuxième division.
L'USA Perpignan est champion en titre après sa victoire contre le Biarritz olympique en finale lors de la saison précédente. Les deux équipes évoluent pour cette saison en Top 14, après la relégation en Pro D2 de l'Aviron bayonnais et du SU Agen. L'US bressane, champion de Nationale, ainsi que le RC Narbonne, sont les promus en Pro D2 pour cette saison.

## Règlement
Seize équipes participent au championnat Pro D2. Comme en Top 14, les équipes qui terminent entre la 3e et la 6e place disputent des barrages. Les vainqueurs accèdent aux demi-finales où ils retrouvent les deux premiers. Enfin, les deux vainqueurs des demi-finales se rencontrent sur terrain neutre pour la finale. Le vainqueur de cette finale accède au Top 14 tandis que le perdant accueille le 13e de Top 14 pour un ultime barrage pour la dernière place en élite.
Les équipes classées 15e et 16e sont reléguées en division inférieure sauf en cas de relégation financière d'un des participants du championnat ou de refus d'accession à un promu.

## Participants
| \| SU Agen Stade aurillacois Aviron bayonnais AS Béziers US bressanne US · Carcassonne Colomiers FC Grenoble Oyonnax rugby Provence rugby US Montauban Stade montois RC Narbonne USON Nevers Rouen NR RC Vannes \| Localisation des clubs engagés en championnat. |
| SU Agen Stade aurillacois Aviron bayonnais AS Béziers US bressanne US · Carcassonne Colomiers FC Grenoble Oyonnax rugby Provence rugby US Montauban Stade montois RC Narbonne USON Nevers Rouen NR RC Vannes                                                      |

| Club              | Budget en M€ | Classement 2020-2021 | Entraîneur en chef      | Stade                                        | Capacité |
| ----------------- | ------------ | -------------------- | ----------------------- | -------------------------------------------- | -------- |
| Aviron bayonnais  | 14,5         | 13e (Top 14)         | Yannick Bru             | Stade Jean-Dauger (Bayonne)                  | 18 069   |
| SU Agen           | 9            | 14e (Top 14)         | Bernard Goutta          | Stade Armandie (Agen)                        | 14 000   |
| RC Vannes         | 9,5          | 2e                   | Jean-Noël Spitzer       | Stade de la Rabine (Vannes)                  | 9 500    |
| Oyonnax rugby     | 10           | 4e                   | Joe El Abd              | Stade Charles-Mathon (Oyonnax)               | 11 400   |
| Colomiers rugby   | 7,6          | 5e                   | Julien Sarraute         | Stade Michel-Bendichou (Colomiers)           | 11 000   |
| FC Grenoble       | 9,5          | 6e                   | Fabien Gengenbacher     | Stade des Alpes (Grenoble)                   | 20 068   |
| USON Nevers       | 11,6         | 7e                   | Xavier Péméja           | Stade du Pré Fleuri (Sermoise-sur-Loire)     | 7 500    |
| US Carcassonne    | 5            | 8e                   | Christian Labit         | Stade Albert-Domec (Carcassonne)             | 10 000   |
| US Montauban      | 7            | 9e                   | David Gérard            | Stade Sapiac (Montauban)                     | 11 937   |
| Stade montois     | 7            | 10e                  | Patrick Milhet          | Stade André-et-Guy-Boniface (Mont-de-Marsan) | 16 800   |
| Stade aurillacois | 5,5          | 11e                  | Romeo Gontineac         | Stade Jean-Alric (Aurillac)                  | 9 000    |
| AS Béziers        | 8            | 12e                  | Pierre Caillet          | Stade Raoul-Barrière (Béziers)               | 18 555   |
| Provence Rugby    | 9,5          | 13e                  | Mauricio Reggiardo      | Stade Maurice-David (Aix-en-Provence)        | 6 000    |
| Rouen NR          | 7,2          | 14e                  | Nicolas Godignon        | Stade Robert-Diochon (Rouen)                 | 8 372    |
| US bressane       | 5,4          | 2e (Nationale)       | Fabrice Estebanez       | Stade Marcel-Verchère (Bourg-en-Bresse)      | 11 500   |
| RC Narbonne       | 5,2          | 4e (Nationale)       | Julien Seron Brice Mach | Parc des sports et de l'amitié (Narbonne)    | 12 000   |

## Résumé des résultats

### Classement de la saison régulière
Le classement de la saison régulière est établi en fonction des points terrain auxquels sont ajoutés les points de bonus et retranchés, le cas échéant, les points de pénalisation.
| Rang | Club               | J  | V  | N | D  | Bo | Bd | Pm  | Pe  | Diff | Pts |
| ---- | ------------------ | -- | -- | - | -- | -- | -- | --- | --- | ---- | --- |
| 1    | Stade montois      | 30 | 23 | 0 | 7  | 12 | 2  | 860 | 525 | +335 | 106 |
| 2    | Aviron bayonnais R | 30 | 20 | 2 | 8  | 12 | 4  | 890 | 607 | +283 | 100 |
| 3    | Oyonnax Rugby      | 30 | 20 | 1 | 9  | 10 | 4  | 910 | 534 | +376 | 96  |
| 4    | USON Nevers        | 30 | 16 | 2 | 12 | 9  | 5  | 759 | 614 | +145 | 82  |
| 5    | US Carcassonne     | 30 | 17 | 1 | 12 | 4  | 6  | 694 | 621 | +73  | 80  |
| 6    | Colomiers Rugby    | 30 | 18 | 0 | 12 | 2  | 4  | 639 | 595 | +44  | 78  |
| 7    | Provence Rugby     | 30 | 17 | 1 | 12 | 1  | 5  | 671 | 684 | -13  | 76  |
| 8    | US Montauban       | 30 | 14 | 2 | 14 | 3  | 5  | 671 | 758 | -87  | 68  |
| 9    | AS Béziers         | 30 | 13 | 1 | 16 | 2  | 8  | 622 | 634 | -12  | 64  |
| 10   | Stade aurillacois  | 30 | 14 | 0 | 16 | 1  | 5  | 550 | 720 | -170 | 62  |
| 11   | RC Vannes          | 30 | 12 | 2 | 16 | 4  | 5  | 655 | 623 | +32  | 61  |
| 12   | FC Grenoble        | 30 | 11 | 3 | 16 | 3  | 7  | 619 | 653 | -34  | 60  |
| 13   | SU Agen R          | 30 | 10 | 1 | 19 | 2  | 12 | 604 | 725 | -121 | 56  |
| 14   | Rouen NR           | 30 | 10 | 1 | 19 | 1  | 6  | 606 | 823 | -217 | 49  |
| 15   | US bressane P      | 30 | 9  | 3 | 18 | 1  | 3  | 607 | 844 | -237 | 46  |
| 16   | RC Narbonne P      | 30 | 5  | 2 | 23 | 0  | 8  | 544 | 941 | -397 | 32  |

Phase finale, promotion en Top 14 2022-2023
- 1er et 2e : demi-finales
- 3e à 6e : barrages

Relégation en Nationale 2022-2023
- 15e et 16e : relégation

Abréviations
- R : Relégué de Top 14
- P : Promu de Nationale

Attribution des points : victoire sur tapis vert : 5, victoire : 4, match nul : 2, défaite : 0, forfait : -2 ; plus les bonus (offensif : 3 essais de plus que l'adversaire ; défensif : défaite par 7 points d'écart ou moins; les deux bonus peuvent se cumuler).
Règles de classement : 1. points terrain (bonus compris) ; 2. points terrain obtenus dans les matchs entre équipes concernées ; 3. différence de points sur l'ensemble des matchs ; 4. différence de points dans les matchs entre équipes concernées ; 5. différence entre essais marqués et concédés dans les matchs entre équipes concernées ; 6. nombre de points marqués sur l'ensemble des matchs ; 7. différence entre essais marqués et concédés ; 8. nombre de forfaits n'ayant pas entraîné de forfait général ; 9. place la saison précédente.

### Tableau final
|  | Barrages                            | Barrages                           |                                  |                                  | Demi-finales                               | Demi-finales                               |  |  | Finale                     | Finale                     |
|  | Barrages                            | Barrages                           |                                  |                                  | Demi-finales                               | Demi-finales                               |  |  | Finale                     | Finale                     |
|  |                                     |                                    |                                  |                                  |                                            |                                            |  |  |                            |                            |
|  | 19 mai 2022 au stade du Pré Fleuri  | 19 mai 2022 au stade du Pré Fleuri |                                  |                                  | 29 mai 2022 au stade André-et-Guy-Boniface | 29 mai 2022 au stade André-et-Guy-Boniface |  |  | 5 juin 2022 au GGL Stadium | 5 juin 2022 au GGL Stadium |
|  | 19 mai 2022 au stade du Pré Fleuri  | 19 mai 2022 au stade du Pré Fleuri |                                  |                                  | 29 mai 2022 au stade André-et-Guy-Boniface | 29 mai 2022 au stade André-et-Guy-Boniface |  |  | 5 juin 2022 au GGL Stadium | 5 juin 2022 au GGL Stadium |
|  | 19 mai 2022 au stade du Pré Fleuri  | 19 mai 2022 au stade du Pré Fleuri | [1] Stade montois                | 26                               |                                            |                                            |  |  | 5 juin 2022 au GGL Stadium | 5 juin 2022 au GGL Stadium |
|  | [4] USON Nevers                     | 24                                 | [1] Stade montois                | 26                               |                                            |                                            |  |  | 5 juin 2022 au GGL Stadium | 5 juin 2022 au GGL Stadium |
|  | [4] USON Nevers                     | 24                                 | [4] USON Nevers                  | 15                               |                                            |                                            |  |  | 5 juin 2022 au GGL Stadium | 5 juin 2022 au GGL Stadium |
|  | [5] US Carcassonne                  | 12                                 | [4] USON Nevers                  | 15                               |                                            |                                            |  |  | 5 juin 2022 au GGL Stadium | 5 juin 2022 au GGL Stadium |
|  | [5] US Carcassonne                  | 12                                 | 29 mai 2022 au stade Jean-Dauger | 29 mai 2022 au stade Jean-Dauger | [1] Stade montois                          | 20                                         |  |  |                            |                            |
|  | 20 mai 2022 au stade Charles-Mathon |                                    | 29 mai 2022 au stade Jean-Dauger | 29 mai 2022 au stade Jean-Dauger | [1] Stade montois                          | 20                                         |  |  |                            |                            |
|  |                                     | [2] Aviron bayonnais               | 29 mai 2022 au stade Jean-Dauger | 29 mai 2022 au stade Jean-Dauger | 49                                         |                                            |  |  |                            |                            |
|  | [3] Oyonnax rugby                   | [2] Aviron bayonnais               | 29 mai 2022 au stade Jean-Dauger | 29 mai 2022 au stade Jean-Dauger | 49                                         | 19                                         |  |  |                            |                            |
|  | [3] Oyonnax rugby                   | [3] Oyonnax rugby                  | 20                               |                                  |                                            | 19                                         |  |  |                            |                            |
|  | [6] Colomiers rugby                 | [3] Oyonnax rugby                  | 20                               | 15                               |                                            |                                            |  |  |                            |                            |
|  | [6] Colomiers rugby                 | [2] Aviron bayonnais               | 32                               | 15                               |                                            |                                            |  |  |                            |                            |
|  |                                     | [2] Aviron bayonnais               | 32                               |                                  |                                            |                                            |  |  |                            |                            |

## Résultats détaillés

### Phase régulière

#### Tableau synthétique des résultats
L'équipe qui reçoit est indiquée dans la colonne de gauche.
| Résultats (▼dom., ►ext.) | AGE   | AUR   | BAY   | BEZ   | BRE   | CAR   | COL   | GRE   | MDM   | MON   | NAR   | NEV   | OYO   | PRO   | ROU   | VAN   |
| SU Agen                  | —     | 25-21 | 16-16 | 9-12  | 24-28 | 22-19 | 18-8  | 30-9  | 27-30 | 41-17 | 15-17 | 25-22 | 14-19 | 20-18 | 31-10 | 39-18 |
| Stade aurillacois        | 23-22 | —     | 20-28 | 22-20 | 26-12 | 30-23 | 12-10 | 21-16 | 14-32 | 25-20 | 18-13 | 27-23 | 25-21 | 20-12 | 36-9  | 9-3   |
| Aviron bayonnais         | 37-16 | 31-6  | —     | 20-16 | 32-14 | 25-14 | 37-10 | 35-37 | 14-33 | 41-24 | 41-16 | 23-23 | 52-21 | 47-19 | 53-13 | 22-17 |
| AS Béziers               | 29-3  | 22-19 | 35-14 | —     | 21-27 | 14-16 | 16-15 | 20-17 | 22-32 | 33-21 | 34-18 | 25-7  | 10-10 | 24-25 | 34-29 | 27-21 |
| US bressane              | 37-32 | 17-13 | 3-24  | 30-22 | —     | 22-26 | 27-13 | 30-20 | 13-40 | 20-24 | 36-33 | 18-24 | 8-49  | 24-24 | 20-20 | 9-26  |
| US Carcassonne           | 15-11 | 54-24 | 33-28 | 24-18 | 45-35 | —     | 24-18 | 20-9  | 22-26 | 31-6  | 31-10 | 26-25 | 13-32 | 28-30 | 30-14 | 14-14 |
| Colomiers rugby          | 21-16 | 27-0  | 27-26 | 16-12 | 27-10 | 16-17 | —     | 25-20 | 27-23 | 41-14 | 24-12 | 26-21 | 29-17 | 34-19 | 32-29 | 23-29 |
| FC Grenoble              | 17-13 | 27-23 | 13-18 | 19-21 | 42-17 | 28-23 | 15-22 | —     | 32-19 | 22-21 | 26-8  | 34-10 | 14-22 | 6-9   | 14-15 | 10-25 |
| Stade montois            | 43-8  | 38-10 | 15-13 | 34-13 | 48-13 | 25-10 | 27-9  | 19-12 | —     | 27-23 | 33-6  | 41-20 | 27-20 | 32-13 | 45-8  | 46-5  |
| US Montauban             | 21-15 | 19-9  | 23-33 | 37-11 | 27-27 | 25-16 | 22-8  | 25-25 | 21-18 | —     | 48-40 | 30-17 | 48-40 | 18-22 | 37-22 | 25-19 |
| RC Narbonne              | 24-26 | 26-30 | 9-35  | 17-46 | 25-24 | 22-27 | 20-23 | 32-32 | 14-37 | 9-11  | —     | 30-33 | 13-28 | 34-33 | 19-16 | 14-36 |
| USON Nevers              | 41-8  | 37-3  | 13-41 | 27-9  | 52-13 | 19-17 | 19-17 | 21-21 | 27-6  | 30-6  | 43-16 | —     | 21-18 | 32-10 | 55-15 | 20-16 |
| Oyonnax rugby            | 54-35 | 32-15 | 30-21 | 42-12 | 31-21 | 23-6  | 21-23 | 38-10 | 36-19 | 56-6  | 70-0  | 19-6  | —     | 16-20 | 63-17 | 26-7  |
| Provence Rugby           | 26-17 | 20-16 | 46-29 | 20-15 | 23-17 | 24-20 | 27-20 | 19-13 | 27-13 | 37-15 | 15-18 | 26-23 | 27-33 | —     | 21-22 | 25-17 |
| Rouen NR                 | 27-23 | 30-16 | 27-28 | 26-21 | 11-18 | 3-24  | 19-24 | 16-21 | 13-19 | 17-34 | 57-16 | 10-23 | 25-16 | 36-12 | —     | 19-10 |
| RC Vannes                | 46-3  | 51-17 | 18-26 | 20-8  | 20-13 | 23-26 | 19-24 | 33-38 | 33-10 | 22-18 | 13-13 | 35-23 | 6-23  | 25-22 | 28-31 | —     |

- Victoire à domicile
- Match nul
- Victoire à l'extérieur

Les points marqués par chaque équipe sont inscrits dans les colonnes centrales (3-4) alors que les essais marqués sont donnés dans les colonnes latérales (1-6). Les points de bonus sont symbolisés par une bordure bleue pour les bonus offensifs (trois essais de plus que l'adversaire), orange pour les bonus défensifs (défaite par moins de cinq points d'écart), rouge si les deux bonus sont cumulés.

#### Évolution du classement
| Club              | 1  | 2  | 3  | 4  | 5  | 6  | 7  | 8  | 9  | 10 | 11 | 12 | 13 | 14 | 15 | 16 | 17 | 18 | 19 | 20 | 21 | 22 | 23 | 24 | 25 | 26 | 27 | 28 | 29 | 30 |
| ----------------- | -- | -- | -- | -- | -- | -- | -- | -- | -- | -- | -- | -- | -- | -- | -- | -- | -- | -- | -- | -- | -- | -- | -- | -- | -- | -- | -- | -- | -- | -- |
| SU Agen           | 15 | 14 | 14 | 15 | 15 | 15 | 16 | 16 | 16 | 13 | 15 | 15 | 14 | 14 | 14 | 14 | 12 | 13 | 12 | 11 | 12 | 12 | 13 | 12 | 12 | 11 | 11 | 13 | 12 | 13 |
| Stade aurillacois | 9  | 13 | 15 | 13 | 12 | 11 | 9  | 8  | 7  | 8  | 11 | 7  | 8  | 8  | 8  | 8  | 8  | 8  | 8  | 8  | 9  | 11 | 9  | 10 | 10 | 10 | 10 | 10 | 10 | 10 |
| Aviron bayonnais  | 1  | 2  | 3  | 4  | 3  | 3  | 4  | 2  | 2  | 3  | 4  | 3  | 3  | 3  | 3  | 3  | 3  | 3  | 3  | 3  | 3  | 2  | 3  | 2  | 3  | 2  | 2  | 2  | 2  | 2  |
| AS Béziers        | 8  | 6  | 9  | 9  | 6  | 8  | 8  | 6  | 6  | 6  | 6  | 9  | 10 | 9  | 9  | 11 | 11 | 11 | 11 | 12 | 11 | 10 | 11 | 9  | 9  | 9  | 9  | 9  | 9  | 9  |
| US bressane       | 10 | 15 | 12 | 11 | 13 | 14 | 14 | 13 | 14 | 15 | 14 | 14 | 15 | 15 | 15 | 15 | 15 | 14 | 14 | 14 | 14 | 15 | 14 | 14 | 15 | 15 | 15 | 15 | 15 | 15 |
| US Carcassonne    | 3  | 9  | 11 | 12 | 11 | 12 | 13 | 12 | 12 | 11 | 9  | 11 | 7  | 7  | 7  | 7  | 7  | 7  | 5  | 4  | 6  | 5  | 4  | 6  | 4  | 5  | 5  | 6  | 5  | 5  |
| Colomiers rugby   | 4  | 3  | 2  | 2  | 2  | 2  | 2  | 3  | 3  | 4  | 3  | 4  | 4  | 4  | 5  | 6  | 5  | 6  | 4  | 6  | 4  | 6  | 5  | 5  | 6  | 6  | 6  | 5  | 6  | 6  |
| FC Grenoble       | 12 | 10 | 6  | 7  | 10 | 9  | 10 | 10 | 10 | 12 | 12 | 12 | 12 | 10 | 11 | 12 | 13 | 12 | 13 | 13 | 13 | 13 | 12 | 13 | 13 | 13 | 12 | 11 | 13 | 12 |
| Stade montois     | 2  | 1  | 1  | 1  | 1  | 1  | 1  | 1  | 1  | 1  | 1  | 1  | 1  | 1  | 1  | 1  | 2  | 2  | 2  | 2  | 1  | 1  | 1  | 1  | 1  | 1  | 1  | 1  | 1  | 1  |
| US Montauban      | 6  | 4  | 4  | 3  | 4  | 4  | 5  | 4  | 4  | 5  | 5  | 5  | 5  | 6  | 6  | 4  | 6  | 4  | 6  | 7  | 7  | 7  | 7  | 7  | 7  | 8  | 8  | 8  | 8  | 8  |
| RC Narbonne       | 16 | 16 | 16 | 14 | 14 | 13 | 12 | 14 | 15 | 16 | 16 | 16 | 16 | 16 | 16 | 16 | 16 | 16 | 16 | 16 | 16 | 16 | 16 | 16 | 16 | 16 | 16 | 16 | 16 | 16 |
| USON Nevers       | 7  | 8  | 5  | 5  | 8  | 6  | 6  | 7  | 8  | 7  | 7  | 6  | 6  | 5  | 4  | 5  | 4  | 5  | 7  | 5  | 5  | 4  | 6  | 4  | 5  | 4  | 4  | 4  | 4  | 4  |
| Oyonnax rugby     | 5  | 7  | 10 | 6  | 5  | 5  | 3  | 5  | 5  | 2  | 2  | 2  | 2  | 2  | 2  | 2  | 1  | 1  | 1  | 1  | 2  | 3  | 2  | 3  | 2  | 3  | 3  | 3  | 3  | 3  |
| Provence rugby    | 13 | 11 | 7  | 8  | 9  | 7  | 7  | 9  | 9  | 9  | 10 | 8  | 9  | 11 | 10 | 9  | 10 | 9  | 10 | 9  | 8  | 9  | 8  | 8  | 8  | 7  | 7  | 7  | 7  | 7  |
| Rouen NR          | 14 | 5  | 8  | 10 | 7  | 10 | 11 | 11 | 11 | 10 | 8  | 10 | 11 | 12 | 12 | 13 | 14 | 15 | 15 | 15 | 15 | 14 | 15 | 15 | 14 | 14 | 14 | 14 | 14 | 14 |
| RC Vannes         | 11 | 12 | 13 | 16 | 16 | 16 | 15 | 15 | 13 | 14 | 13 | 13 | 13 | 13 | 13 | 10 | 9  | 10 | 9  | 10 | 10 | 8  | 10 | 11 | 11 | 12 | 13 | 12 | 11 | 11 |

##### Leader par journée
|    | ——            | ——            | ——            | ——            | ——            | ——            | ——            | ——            | ——            | ——            | ——            | ——            | ——            | ——            | ——            | ——            | ——            | ——            | ——            | ——            | ——            | ——            | ——            | ——            | ——            | ——            | ——            | ——            | ——            | —— |  |
| AB | Stade montois | Stade montois | Stade montois | Stade montois | Stade montois | Stade montois | Stade montois | Stade montois | Stade montois | Stade montois | Stade montois | Stade montois | Stade montois | Stade montois | Stade montois | Oyonnax rugby | Oyonnax rugby | Oyonnax rugby | Oyonnax rugby | Stade montois | Stade montois | Stade montois | Stade montois | Stade montois | Stade montois | Stade montois | Stade montois | Stade montois | Stade montois |    |  |
|    |               |               |               |               |               |               |               |               |               |               |               |               |               |               |               |               |               |               |               |               |               |               |               |               |               |               |               |               |               |    |  |
|    |               |               |               |               |               |               |               |               |               |               |               |               |               |               |               |               |               |               |               |               |               |               |               |               |               |               |               |               |               |    |  |
| 1  | 2             | 3             | 4             | 5             | 6             | 7             | 8             | 9             | 10            | 11            | 12            | 13            | 14            | 15            | 16            | 17            | 18            | 19            | 20            | 21            | 22            | 23            | 24            | 25            | 26            | 27            | 28            | 29            | 30            |    |  |

##### Dernier par journée
|             | ——          | ——          | ——        | ——        | ——        | ——      | ——      | ——      | ——          | ——          | ——          | ——          | ——          | ——          | ——          | ——          | ——          | ——          | ——          | ——          | ——          | ——          | ——          | ——          | ——          | ——          | ——          | ——          | ——          | —— |  |
| RC Narbonne | RC Narbonne | RC Narbonne | RC Vannes | RC Vannes | RC Vannes | SU Agen | SU Agen | SU Agen | RC Narbonne | RC Narbonne | RC Narbonne | RC Narbonne | RC Narbonne | RC Narbonne | RC Narbonne | RC Narbonne | RC Narbonne | RC Narbonne | RC Narbonne | RC Narbonne | RC Narbonne | RC Narbonne | RC Narbonne | RC Narbonne | RC Narbonne | RC Narbonne | RC Narbonne | RC Narbonne | RC Narbonne |    |  |
|             |             |             |           |           |           |         |         |         |             |             |             |             |             |             |             |             |             |             |             |             |             |             |             |             |             |             |             |             |             |    |  |
|             |             |             |           |           |           |         |         |         |             |             |             |             |             |             |             |             |             |             |             |             |             |             |             |             |             |             |             |             |             |    |  |
| 1           | 2           | 3           | 4         | 5         | 6         | 7       | 8       | 9       | 10          | 11          | 12          | 13          | 14          | 15          | 16          | 17          | 18          | 19          | 20          | 21          | 22          | 23          | 24          | 25          | 26          | 27          | 28          | 29          | 30          |    |  |

### Phase finale

#### Barrages
| Barrage 19 mai 2022 20 h 45 | USON Nevers | 24 - 12 (11 - 6) | US Carcassonne                               | stade du Pré Fleuri, Nevers Arbitre : Luc Ramos |
| Barrage 19 mai 2022 20 h 45 | Essai(s) : 2 Plataret (37e), Cazenave (73e) Transformation(s) : 1 Ménoret (74e) Pénalité(s) : 4 Reynolds (3e, 18e, 42e), Ménoret (79e) | Rapport          | Pénalité(s) : 4 Marques (14e, 31e, 49e, 55e) | stade du Pré Fleuri, Nevers Arbitre : Luc Ramos |
| Barrage 19 mai 2022 20 h 45 | | Rapport          |                                              | stade du Pré Fleuri, Nevers Arbitre : Luc Ramos |

| Barrage 20 mai 2022 20 h 45 | Oyonnax rugby                                                                                            | 19 - 15 (9 - 9) | Colomiers rugby                                 | stade Charles-Mathon, Oyonnax Arbitre : Jonathan Dufort |
| Barrage 20 mai 2022 20 h 45 | Essai(s) : 1 Millet (44e) Transformation(s) : 1 Soulan (45e) Pénalité(s) : 4 Soulan (16e, 19e, 38e, 80e) | Rapport         | Pénalité(s) : 5 Girard (6e, 11e, 34e, 49e, 62e) | stade Charles-Mathon, Oyonnax Arbitre : Jonathan Dufort |
| Barrage 20 mai 2022 20 h 45 | | Rapport         |                                                 | stade Charles-Mathon, Oyonnax Arbitre : Jonathan Dufort |

#### Demi-finales
| Demi-finale 29 mai 2022 15 h | Stade montois | 26 - 15 (16 - 3) | USON Nevers                                                                                                | stade André-et-Guy-Boniface, Mont-de-Marsan Arbitre : Vivien Praderie |
| Demi-finale 29 mai 2022 15 h | Essai(s) : 2 Coly (22e), Lucas Mensa (68e) Transformation(s) : 2 Coly (23e), Laousse Azpiazu (70e) Pénalité(s) : 4 Coly (5e, 13e, 33e), Laousse Azpiazu (78e) | Rapport          | Essai(s) : 2 Reynolds (43e), Noah (72e) Transformation(s) : 1 Reynolds (44e) Pénalité(s) : 1 Menoret (10e) | stade André-et-Guy-Boniface, Mont-de-Marsan Arbitre : Vivien Praderie |
| Demi-finale 29 mai 2022 15 h | | Rapport          | | stade André-et-Guy-Boniface, Mont-de-Marsan Arbitre : Vivien Praderie |

| Demi-finale 29 mai 2022 17 h 45 | Aviron bayonnais | 32 - 20 (12 - 6) | Oyonnax rugby | stade Jean-Dauger, Bayonne Arbitre : Adrien Marbot |
| Demi-finale 29 mai 2022 17 h 45 | Essai(s) : 2 Maqala (55e), Germain (69e) Transformation(s) : 2 Germain (56e, 71e) Pénalité(s) : 6 Germain (23e, 30e, 34e, 40e, 62e, 77e) | Rapport          | Essai(s) : 2 Grice (42e), Laclayat (51e) Transformation(s) : 2 Soulan (43e, 52e) Pénalité(s) : 2 Soulan (8e, 32e) Carton(s) jaune(s) : 1 Soulan (65e | stade Jean-Dauger, Bayonne Arbitre : Adrien Marbot |
| Demi-finale 29 mai 2022 17 h 45 | | Rapport          | | stade Jean-Dauger, Bayonne Arbitre : Adrien Marbot |

#### Finale
| Finale 5 juin 2022 17 h 45 | Stade montois | 20-49 (10-20) | Aviron bayonnais | GGL Stadium, Montpellier Arbitre : Laurent Cardona |
| Finale 5 juin 2022 17 h 45 | Essai(s) : 2 (du Plessis (34e), Dimcheff (80e) Transformation(s) : 2 (Coly (35e), Muzzio (80e) Pénalité(s) : 2 (Coly (22e, 51e) Drop(s) : 0 Carton(s) jaune(s) : 1 du Plessis (53e) Carton(s) rouge(s) : 0 |               | Essai(s) : 6 Amosa (9e), Baget (28e), Delonca (54e), Maqala (62e, 69e), Dolhagaray (76e) Transformation(s) : 5 Germain (10e, 29e, 55e) Lafage (64e, 77e) Pénalité(s) : 3 Germain (14e, 40e), Lafage (58e) Drop(s) : 0 Carton(s) jaune(s) : 0 Carton(s) rouge(s) : 0 | GGL Stadium, Montpellier Arbitre : Laurent Cardona |
| Finale 5 juin 2022 17 h 45 | |               | | GGL Stadium, Montpellier Arbitre : Laurent Cardona |

### Meilleurs réalisateurs
| Rang | Joueur          | Club              | Poste            | Points | Essais | Transf. | Pén. | Drops |
| ---- | --------------- | ----------------- | ---------------- | ------ | ------ | ------- | ---- | ----- |
| 1    | Léo Coly        | Stade montois     | Demi de mêlée    | 305    | 11     | 44      | 54   | 0     |
| 2    | Gaëtan Germain  | Aviron bayonnais  | Arrière          | 293    | 8      | 47      | 53   | 0     |
| 3    | Shaun Reynolds  | USON Nevers       | Demi d'ouverture | 285    | 6      | 45      | 55   | 0     |
| 4    | Jules Soulan    | Oyonnax rugby     | Demi d'ouverture | 274    | 3      | 56      | 49   | 0     |
| 5    | Thomas Girard   | Colomiers rugby   | Arrière          | 271    | 2      | 33      | 65   | 0     |
| 6    | Jérôme Bosviel  | US Montauban      | Demi d'ouverture | 252    | 1      | 20      | 65   | 4     |
| 7    | Marc Palmier    | Stade aurillacois | Demi d'ouverture | 251    | 2      | 26      | 63   | 0     |
| 8    | Florent Massip  | Provence rugby    | Arrière          | 241    | 4      | 31      | 53   | 0     |
| 9    | Samuel Marques  | US Carcassonne    | Demi de mêlée    | 234    | 5      | 25      | 53   | 0     |
| 10   | Jason Robertson | RC Narbonne       | Demi d'ouverture | 187    | 4      | 19      | 39   | 4     |

### Meilleurs marqueurs
| Rang | Joueur                | Club             | Poste                  | Essais |
| ---- | --------------------- | ---------------- | ---------------------- | ------ |
| 1    | Rémy Baget            | Aviron bayonnais | Ailier, arrière        | 15     |
| 2    | Benjamin Geledan      | Oyonnax rugby    | Talonneur              | 14     |
| 3    | Rory Grice            | Oyonnax rugby    | Troisième ligne centre | 12     |
| 3    | Karim Qadiri          | FC Grenoble      | Ailier                 | 12     |
| 3    | Torsten van Jaarsveld | Aviron bayonnais | Talonneur              | 12     |
| 6    | Léo Coly              | Stade montois    | Demi de mêlée          | 11     |
| 6    | Issam Hamel           | USON Nevers      | Talonneur              | 11     |
| 8    | Sione Tui             | US Carcassonne   | Ailier, arrière        | 9      |
| 8    | Kolinio Ramoka        | SU Agen          | Centre                 | 9      |
| 8    | Wame Naituvi          | Stade montois    | Ailier                 | 9      |
| 8    | Lucas Mensa           | Stade montois    | Centre                 | 9      |
| 8    | Pat Leafa             | RC Vannes        | Talonneur              | 9      |
| 8    | Charlie Cassang       | Oyonnax rugby    | Demi de mêlée          | 9      |
| 8    | Adrien Séguret        | FC Grenoble      | Centre                 | 9      |
| 8    | Nikola Matawalu       | US Montauban     | Ailier                 | 9      |

### Barrage d'accession
Le club classé à la 13e place au classement à l'issue de la saison régulière dispute à l'extérieur un match d'accession contre le finaliste de Pro D2. Le gagnant joue en première division la saison suivante.
| Match d'accession 12 juin 2022 17 h 45 | Stade montois | 16 - 41 (16 - 16) | USA Perpignan | Stade André-et-Guy-Boniface à Mont-de-Marsan Diffuseur : Canal+ |
| Match d'accession 12 juin 2022 17 h 45 |               |                   |               | Stade André-et-Guy-Boniface à Mont-de-Marsan Diffuseur : Canal+ |
| Match d'accession 12 juin 2022 17 h 45 |               |                   |               | Stade André-et-Guy-Boniface à Mont-de-Marsan Diffuseur : Canal+ |